# Suore francescane alcantarine
Le suore francescane alcantarine sono un istituto religioso femminile di diritto pontificio: i membri di questa congregazione pospongono al loro nome la sigla S.F.Alc.

## Storia
La congregazione venne fondata a Castellammare di Stabia il 19 giugno 1869 dal sacerdote italiano Vincenzo Gargiulo (1834-1895) insieme alla terziaria francescana Maria Luigia Russo (1830-1891), in religione suor Maria Agnese dell'Immacolata.
Le prime sei aspiranti iniziarono a condurre vita comune il 17 settembre del 1870: il 14 settembre 1874 l'istituto venne aggregato all'Ordine dei frati minori alcantarini e, dopo l'approvazione diocesana ottenuta dal vescovo Francesco Saverio Petagna (17 ottobre 1874), ci fu la vestizione delle prime dodici suore.
La congregazione ottenne il riconoscimento di istituzione di diritto pontificio con il decreto di lode del 10 settembre 1894 e venne approvata definitivamente dalla Santa Sede il 14 gennaio 1903.

## Attività e diffusione
Lo scopo iniziale delle suore francescane alcantarine era l'istruzione delle fanciulle povere, specialmente delle orfane: all'attività educativa uniscono la catechesi, le opere parrocchiali, l'animazione di strada; operano anche all'interno di centri d'ascolto, case famiglia e centri diurni.
Oltre che in Italia, sono presenti in Albania, Brasile, Ciad, Nicaragua e Spagna. La sede generalizia dell'istituto è presso la fraternità Stella Matutina di Roma.
Al 31 dicembre 2005, la congregazione contava 475 religiose in 61 case.